# Derxena coerulea
Derxena coerulea là một loài bướm đêm trong họ Geometridae.